# Posse Comitatus Act
La Posse Comitatus Act («ley Posse Comitatus», que en idioma latín significa ‘fuerza del condado’) es una ley federal de los Estados Unidos (18 U.S.C. § 1385) aprobada el 18 de junio de 1878, tras la era de Reconstrucción, cuyo fin era establecer límites al Gobierno Federal en el uso de los militares como fuerzas del orden. Esta ley prohíbe a la mayor parte de los cuerpos uniformados federales (en la actualidad, el Ejército, las Fuerzas Aéreas y la Guardia Nacional) ejercer atribuciones propias de las fuerzas de orden público, como la policía, en propiedades no federales dentro del territorio nacional de los Estados Unidos.
En términos prácticos, la ley impide al personal militar y a las unidades de la Guardia Nacional (cuando éstas se encuentran bajo mando federal) tener autoridad de ley y orden dentro de los Estados Unidos, excepto cuando estén expresamente autorizadas por la Constitución o por el Congreso. La Guardia Costera, perteneciente al Departamento de Seguridad Nacional de los Estados Unidos durante tiempos de paz, está al margen de la Posse Comitatus Act.